# Ordre de bataille unioniste de la première bataille de Kernstown
Les unités et commandants suivants  de l'armée de l'Union ont combattu lors de la première bataille de Kernstown de la guerre de Sécession. L'ordre de bataille confédéré est indiqué séparément.

## Abréviations utilisées

### Grade militaire
- Major général
- Brigadier général
- Colonel
- Lieutenant colonel
- Commandant
- Capitaine
- Premier lieutenant

### Autre
- (b) = blessé
- mb = mortellement blessé
- † = tué
- (PDG) = capturé

## Armée du Potomac

### Ve corps
Major général Nathaniel P. Banks commandant (non présent)
| Division                                                                                  | Brigade                                           | Regiment or Other |
| ----------------------------------------------------------------------------------------- | ------------------------------------------------- | --- |
| Première division Brigadier général James Shields (b) 22 mars 1862 Colonel Nathan Kimball | Première brigade Colonel Nathan Kimball           | - 14th Indiana : Lieutenant colonel William Harrow - 4th Ohio : Colonel John S. Mason - 8th Ohio : Colonel Samuel S. Carroll - 67th Ohio : Lieutenant colonel Alvin C. Voris - 84th Pennsylvania : Colonel William Gray Murray (†) |
| Première division Brigadier général James Shields (b) 22 mars 1862 Colonel Nathan Kimball | Deuxième brigade Colonel Jeremiah C. Sullivan     | - 5th Ohio : Lieutenant colonel John H. Patrick - 39th Illinois (not engagé) : Colonel Thomas O. Osborn - 13th Indiana : Lieutenant colonel Robert Sanford Foster - 62nd Ohio : Colonel Francis Bates Pond |
| Première division Brigadier général James Shields (b) 22 mars 1862 Colonel Nathan Kimball | Troisième brigade Colonel Erastus B. Tyler        | - 7th Indiana : Lieutenant colonel John F. Creek - 7th Ohio : Lieutenant colonel William R. Creighton - 29th Ohio : Colonel Lewis P. Buckley - 110th Pennsylvania : Colonel William D. Lewis Jr. - 1st West Virginia : Colonel Thomas Thoburn |
| Première division Brigadier général James Shields (b) 22 mars 1862 Colonel Nathan Kimball | Brigade de cavalerie Colonel Thornton F. Brodhead | - 1st Michigan Cavalry (batalilon) : Lieutenant colonel Joseph T. Copeland - 1st Ohio Cavalry (compagnies A et C) : Capitaine Nathan D. Menken - 1st escadron de cavalerie de Pennsylvanie : Capitaine John Keys - 1st West Virginia Cavalry (bataillon) : Commandant B. F. Chamberlain - Compagnies indépendantes , cavalerie du Maryland : Capitaine Henry A. Cole, Capitaine William Firey et Capitaine John Horner |
| Première division Brigadier général James Shields (b) 22 mars 1862 Colonel Nathan Kimball | Artillerie Lieutenant colonel Philip Daum         | - Batterie H, 1st Ohio Artillery : Capitaine James F. Huntington - Batterie L, 1st Ohio Artillery : Capitaine Lucius N. Robinson - Batterie E, 4th U.S. Artillery : Capitaine Joseph C. Clark Jr. - Batterie A, artillerie de Virginie-Occidentale : Capitaine John Jenks - Batterie B, artillerie de Virginie-Occidentale:                                                                                            |